# Dobromil (województwo podlaskie)
Dobromil – wieś w Polsce położona w województwie podlaskim, w powiecie bielskim, w gminie Bielsk Podlaski. Wchodzi w skład sołectwa Piliki.
| SIMC    | Nazwa    | Rodzaj  |
| ------- | -------- | ------- |
| 0023320 | Dobromil | kolonia |

W okresie międzywojennym wieś należała do gminy Dubiażyn. Majątek ziemski miał tu Artur Gartkiewicz (375 mórg). Była tu cegielnia i kuźnia.
W latach 1952–1954 miejscowość była siedzibą gminy Dobromil. W latach 1975–1998 miejscowość administracyjnie należała do województwa białostockiego.
Wierni kościoła rzymskokatolickiego należą do parafii Miłosierdzia Bożego w Bielsku Podlaskim.